# Apicia juncturaria
Apicia juncturaria är en fjärilsart som beskrevs av Achille Guenée 1858. Apicia juncturaria ingår i släktet Apicia och familjen mätare. Inga underarter finns listade i Catalogue of Life.